# منتزه الصحراء الوطني (إيران)

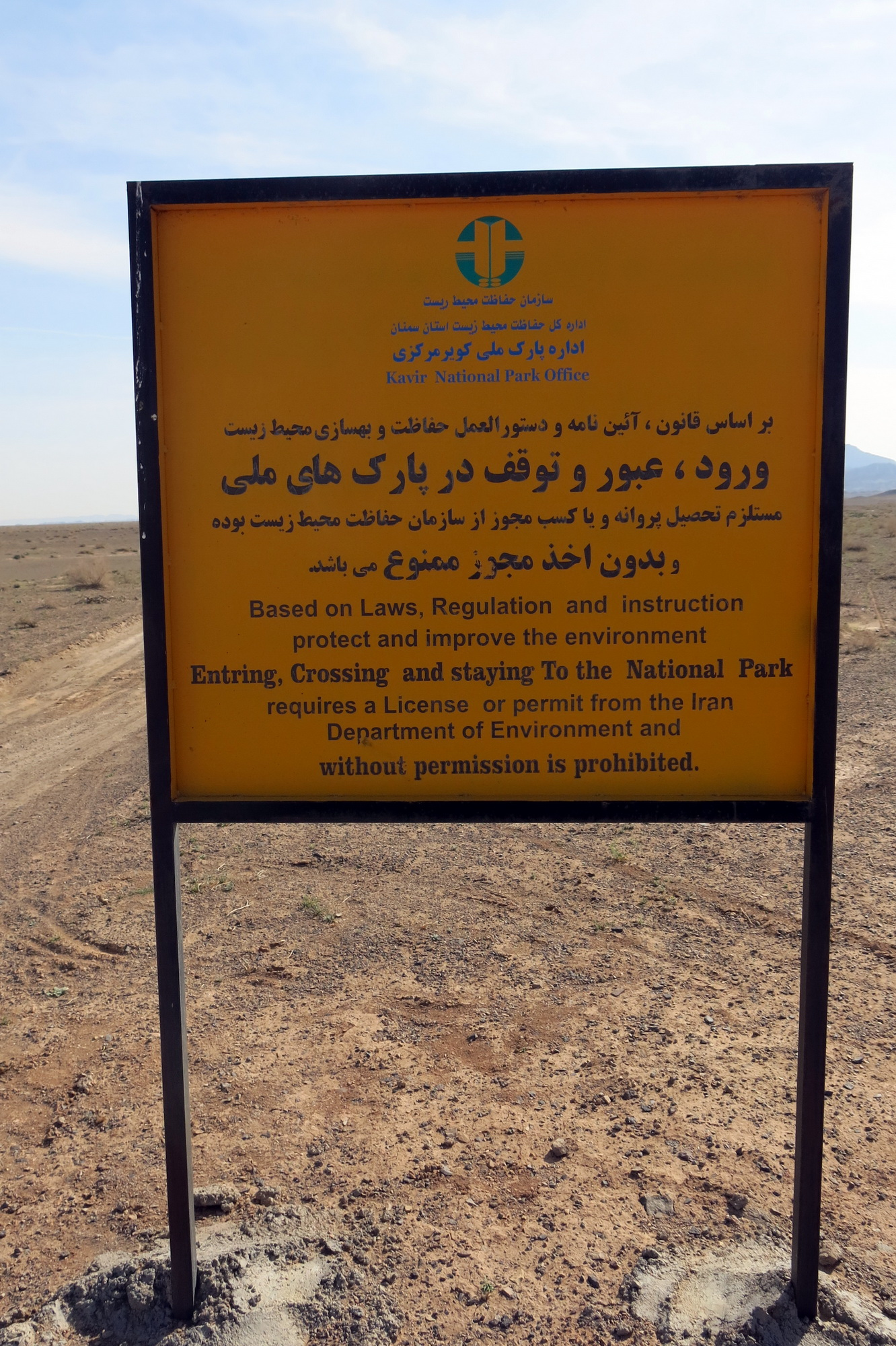
العلامة في بداية منتزه الصحراء الوطني

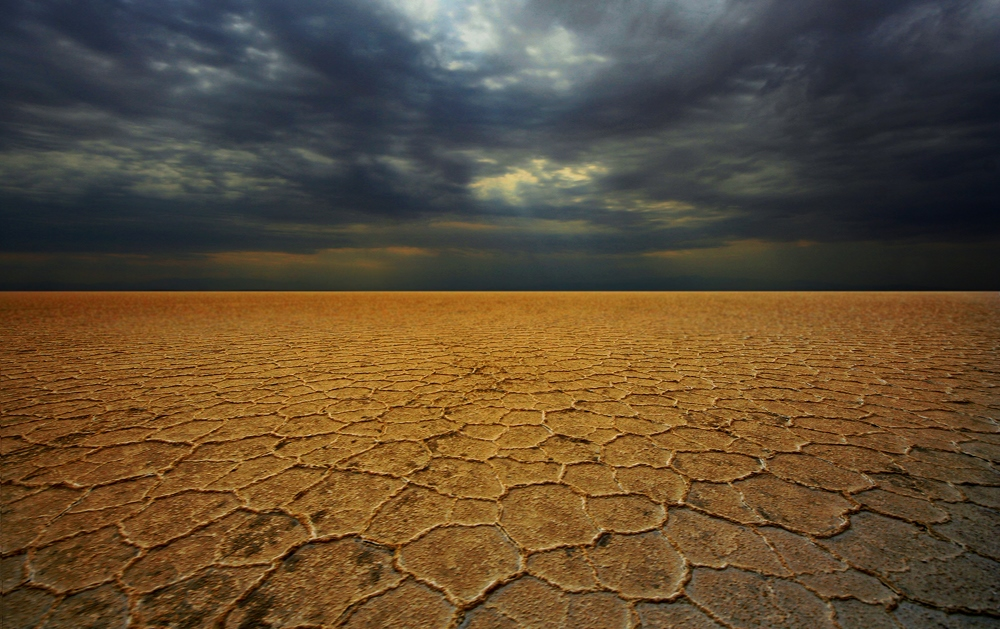
بحيرة مالحة جافة

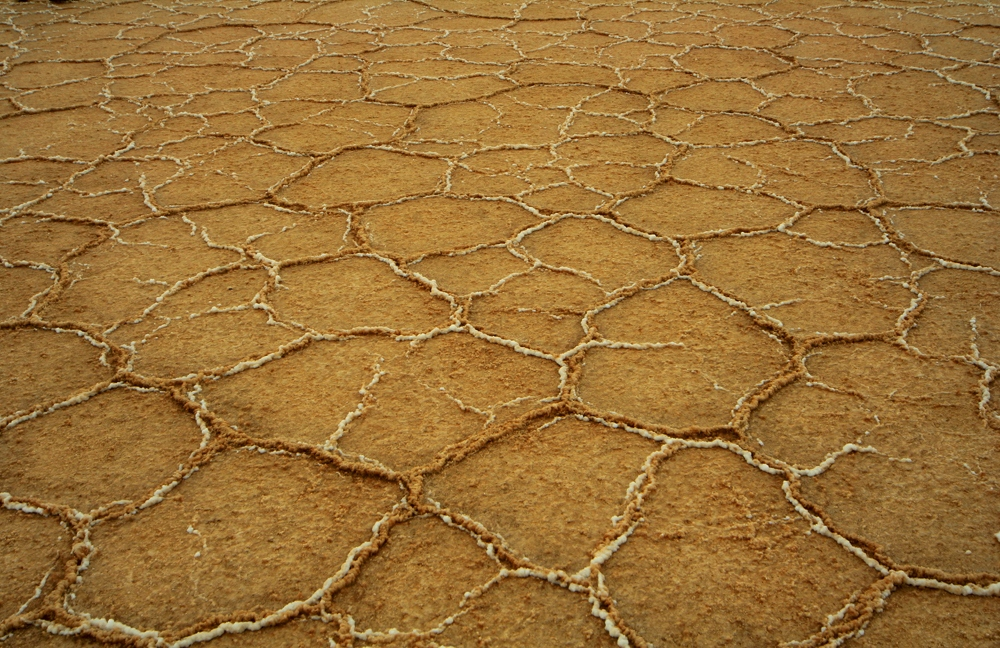
بحيرة مالحة جافة على حافة منتزه كافير الوطني

منتزه الصحراء الوطنية يعتبر من أكبر المناطق المحمية في إيران، حيث يمتد معظمه في محافظة سمنان بالقرب من مدينة غرمسار، بينما تمتد بعض أجزائه إلى محافظات طهران وقم وأصفهان. تبلغ مساحة هذه المنطقة حوالي 670 ألف هكتار، أي ما يعادل (6700 كيلومتر مربع).
في الماضي، كانت الحياة الحيوانية في هذه المنطقة غنية ومتنوعة لدرجة أنها كانت تُلقب بـ "إفريقيا الصغيرة" أو "سيرينغيتي"، ورغم أن تنوع الحياة البرية فيها قد انخفض بشكل كبير، إلا أنها لا تزال تضم العديد من أنواع الحيوانات والنباتات الصحراوية في إيران، وهذا هو السبب.
منتزه الصحراء الوطني هو الحديقة الوطنية الوحيدة في إيران التي تخلو تمامًا من أي مستوطنات بشرية أو معادن، أو تصاريح لرعي الماشية، وذلك وفقًا لمنظمة البيئة. 

## الحيوانات الموجودة بالمحمية

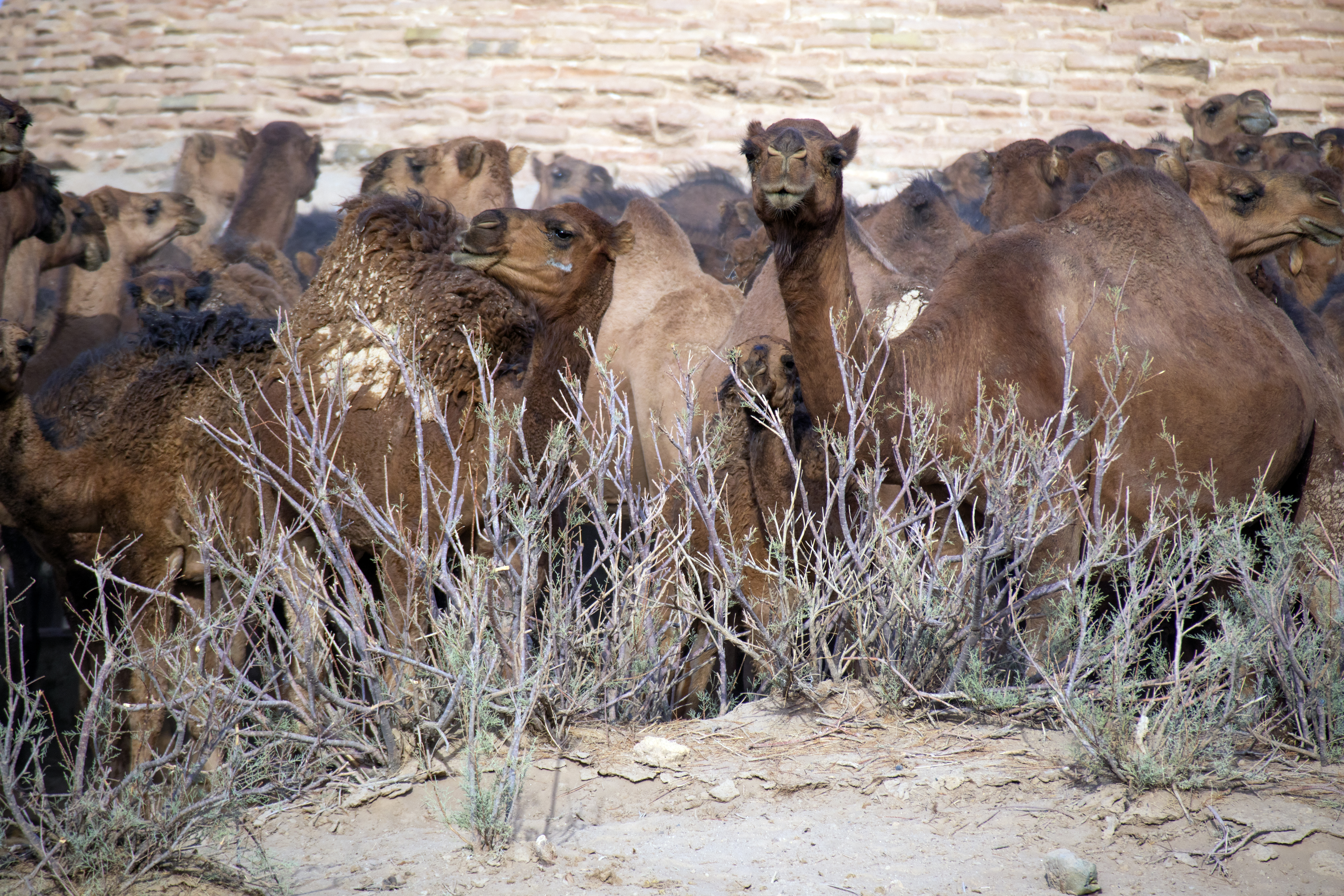
الجمال في منتزه الصحراء الوطني

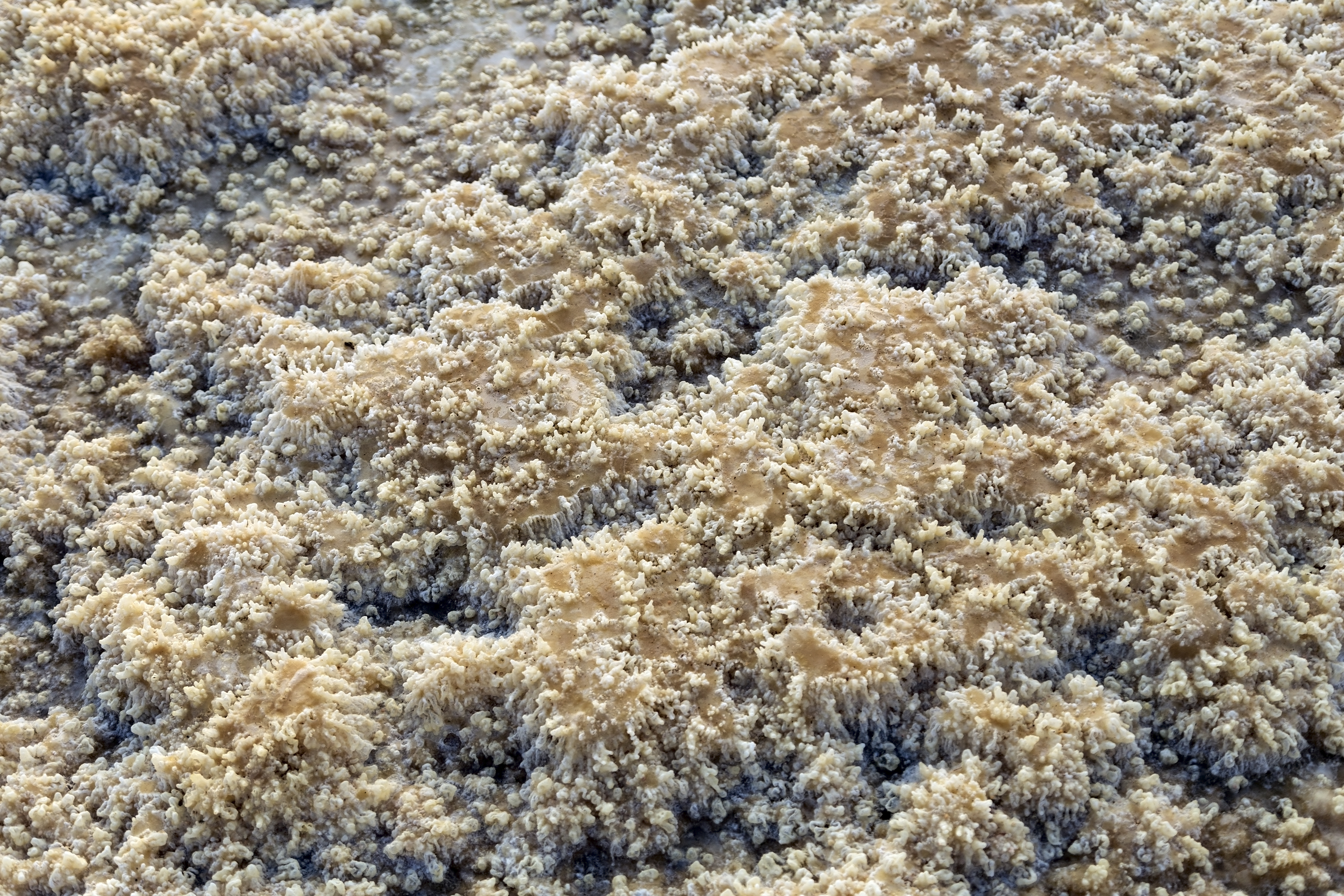
شكل قشور الملح ورواسب التربة في الحديقة الوطنية الصحراوية

تم تسجيل  34 نوعًا من الثدييات و 155 نوعًا من الطيور و 34 نوعًا من الزواحف في هذه المنطقة.
يوجد في المحمية مجموعة متنوعة من الحيوانات، بما في ذلك الفهود الآسيوية ، النمور الفارسية ، والذئاب ، الضباع المخططة ، وقطط الرمال ، وأنواع من الثعالب تعرف بفصيلة الثعلب الأحمر ،  وكذلك فصيلة تعرف بتعلب روبل ، والغزلان الهندية ، والماعز البري ، الكبش (غنم) ، ابن آوى ، وعناق الارض وهي من بين الثدييات البارزة في هذه المنطقة.
في السابق كانت قطعان كبيرة من الحمير الوحشية الإيرانية تعيش في هذه المنطقة، شوهد آخرها عام 1963م، وقد انقرض الحمار الوحشي الإيراني من المحمية، وغزال الريم أيضًا مهدد بالانقراض، إن لم يكن قد انقرض بالفعل.
تحتوي المحمية أيضًا على أنواع متنوعة من الطيور مثل الحجل ، تيهو ، الغربان ، العصافير ، والسنونو ، وجميع أنواع الطيور الجارحة ، بما في ذلك النسور الذهبية ، السرجاب ، الصقور ، النوارس ،فضلًا عن الطيور المهاجرة مثل طيور النحام ، الأنجوت ، وحذف الشتوي.

## النباتات الموجودة بالمحمية
تم التعرف على 355 نوعًا من النباتات في هذه المنطقة ،منها  20 نوعًا محلية . وتتميز معظم نباتات المنتزه بأنها تنمو في بيئة جافة وتفضل التربة المالحة، مما يجعلها قادرة على التكيف مع قلة المياه وملوحة التربة.

## معرض صور

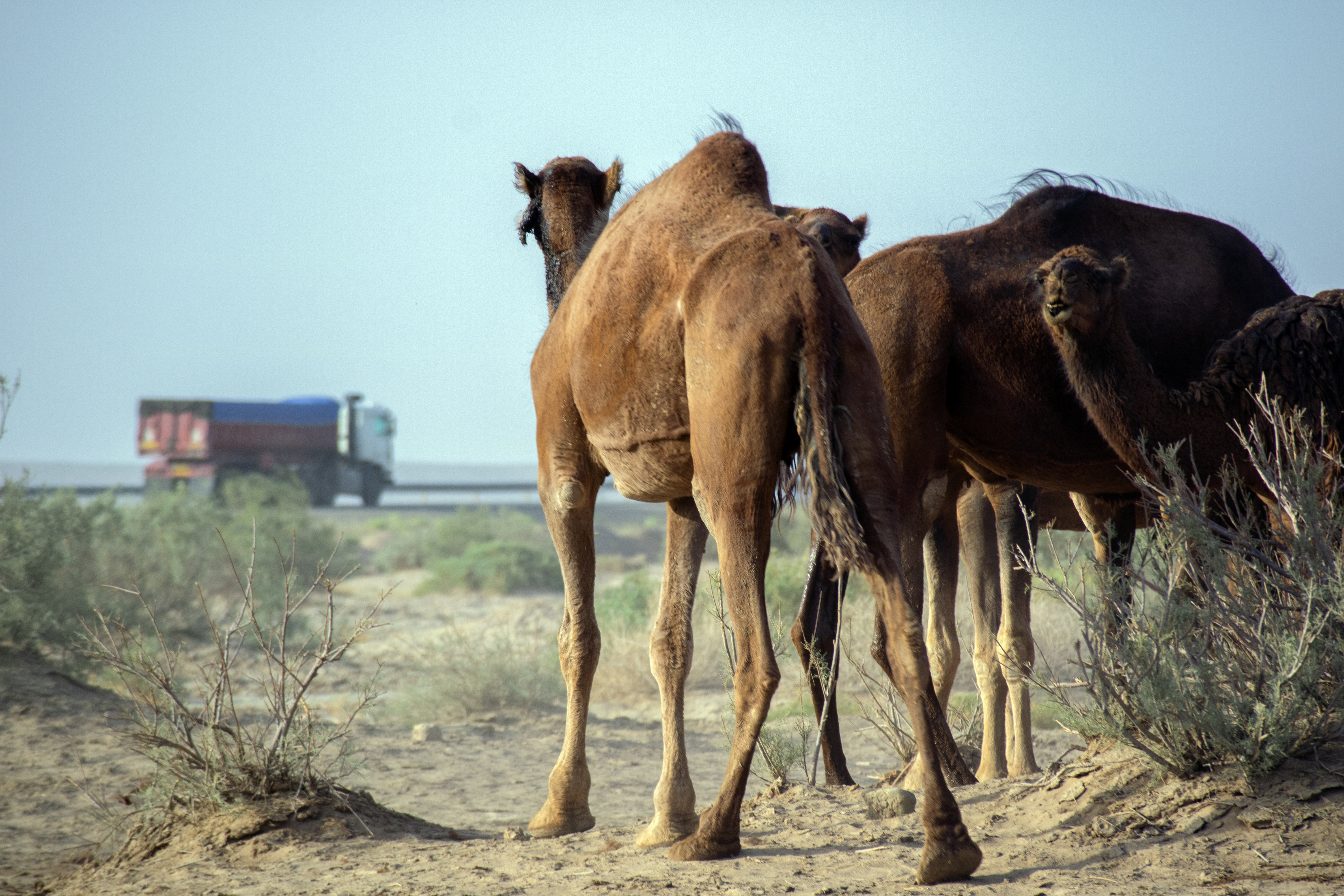
منتزه الصحراء الوطني ، طريق قم جرمسار السريع
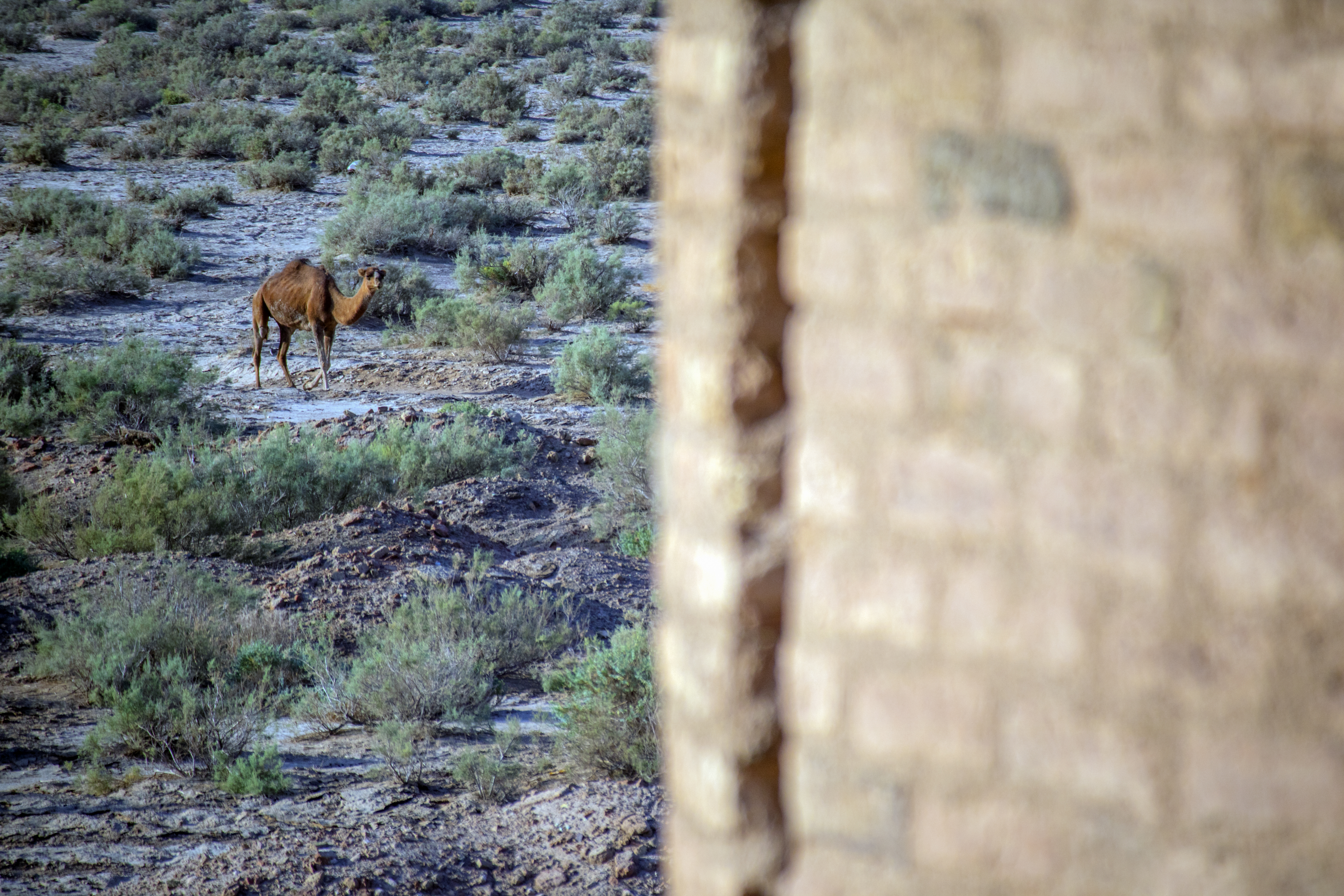
قطيع من الإبل بجانب الكرفانسيراي في دير جيتشين بمحافظة قم
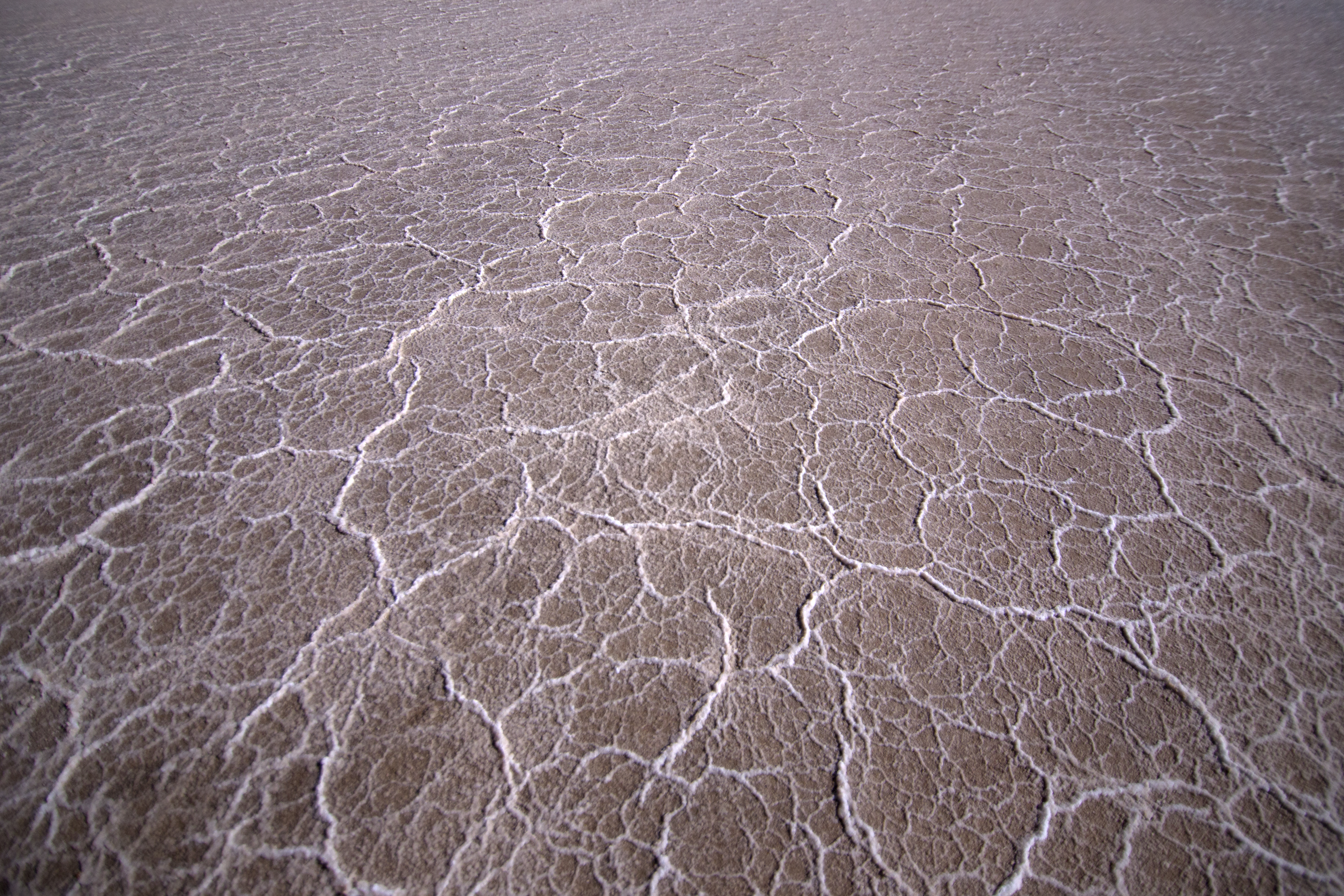
عروق مالحة وملحية ، بحيرة هوز سلطان قم في منتزه الصحراء الوطني
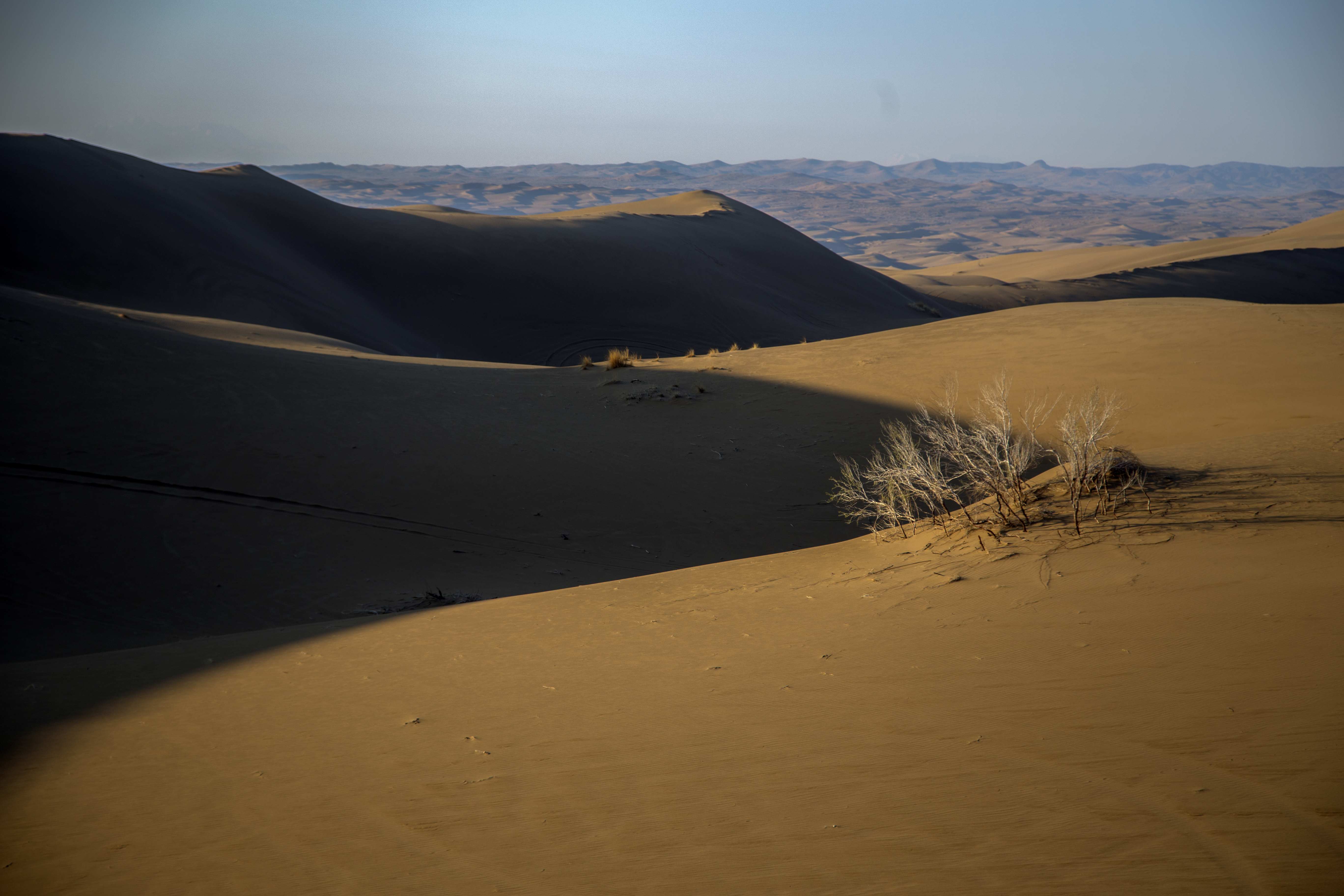
صحراء مرنجاب هي جزء من المساحة الشاسعة لمتنزه ديزرت الوطني
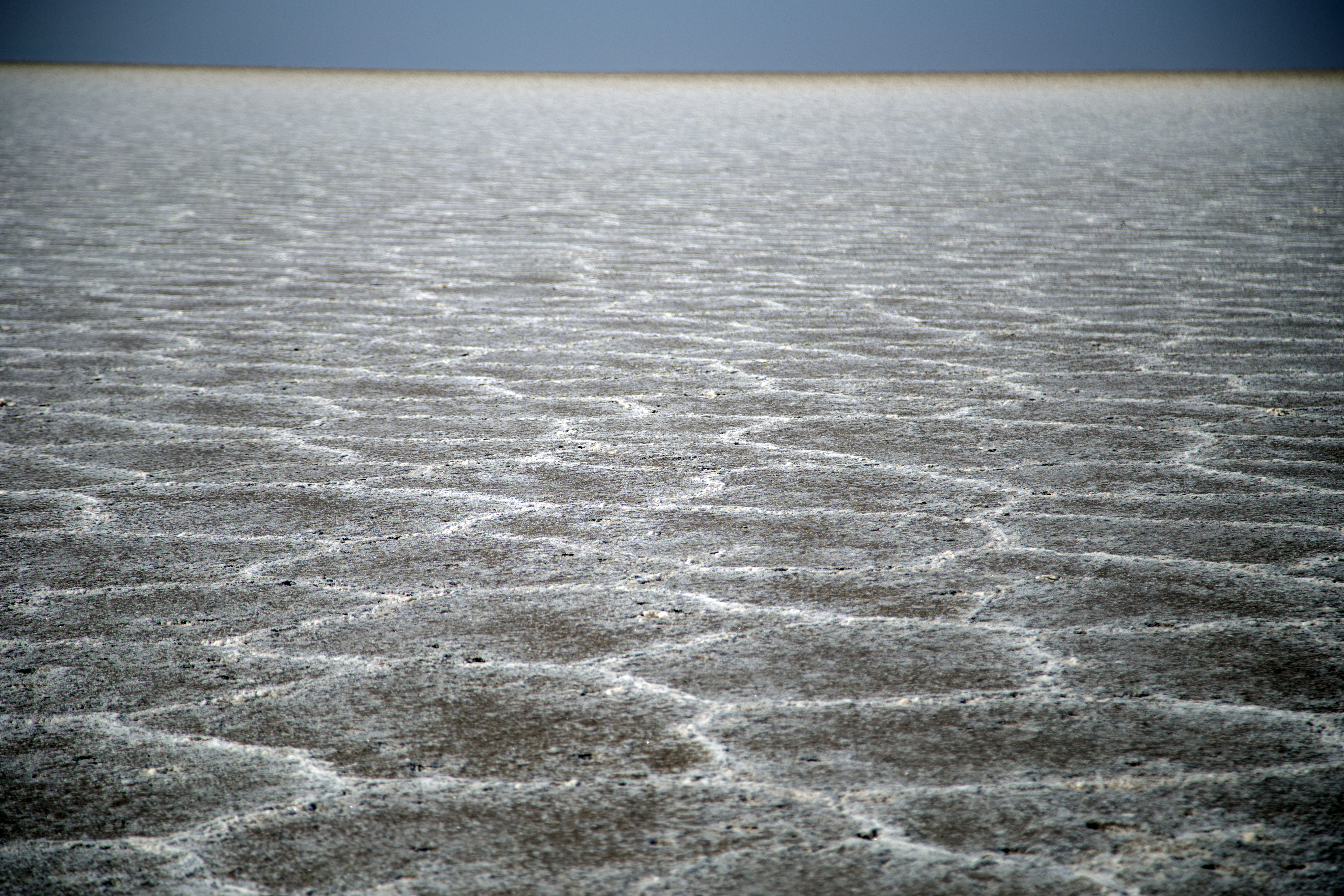
البحيرة المالحة في أران ومدينة بيدغول (صحراء مرنجاب)
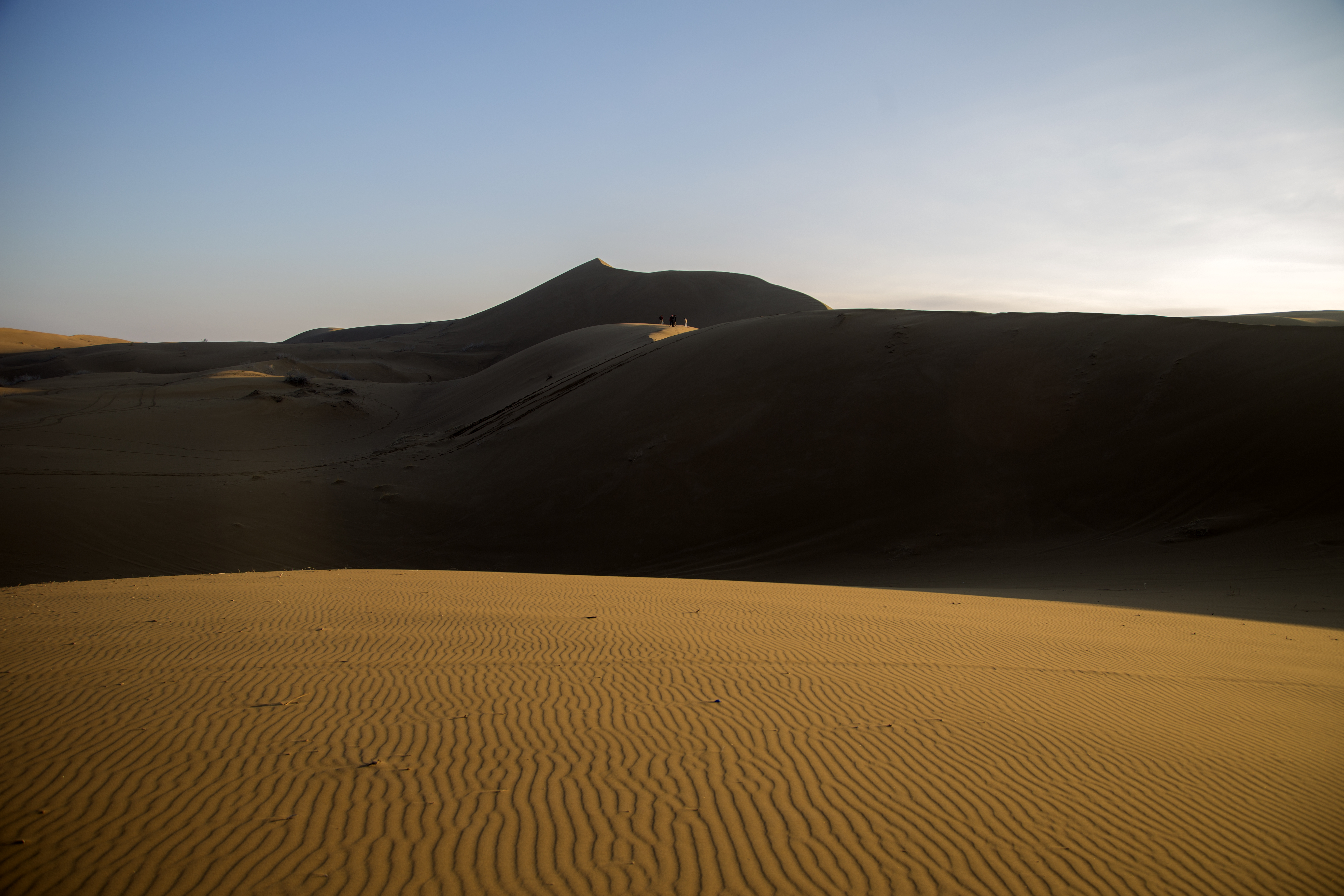
الرمال الرملية لصحراء مرنجاب